# Bodo D’ar

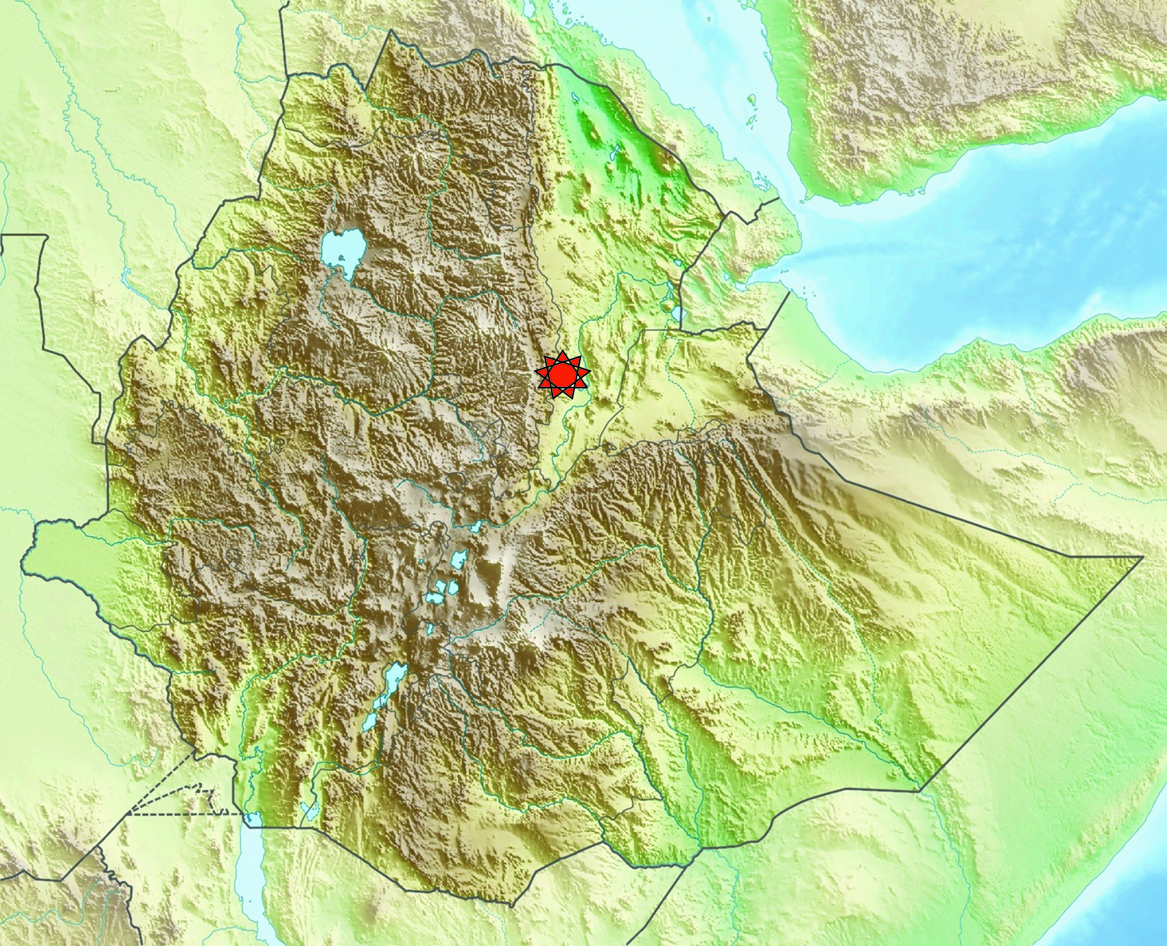
Der Fundort Bodo D’Ar am südwestlichen Rand der dreieckigen Afar-Senke

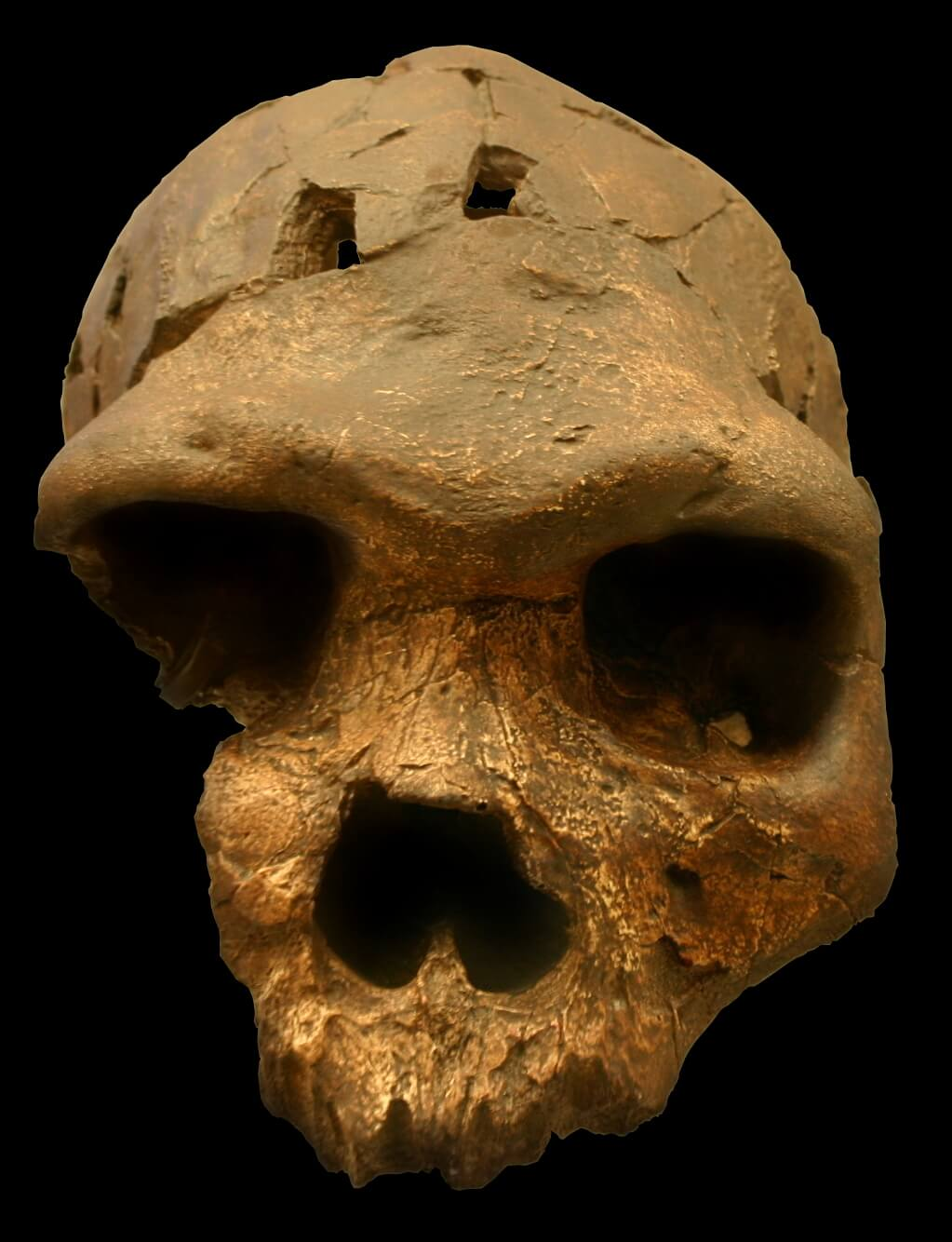
Der Bodo-Schädel (Nachbildung)

Bodo D’ar (häufig abgekürzt: Bodo) ist eine paläoanthropologische und archäologische Fundstätte aus dem Mittelpleistozän in der Afar-Senke, Mittlerer Awash, in Äthiopien. Bedeutendster Fund ist der Ende 1976 entdeckte, sogenannte Bodo-Schädel, dem Merkmale des frühen archaischen Homo sapiens zugeschrieben werden. Im Oktober 2021 wurde in einer Fachzeitschrift vorgeschlagen, den Schädel als Typusexemplar der zugleich neu eingeführten Art Homo bodoensis zuzuordnen.

## Forschung
1974 initiierte der Geologe Jon Kalb ein Forschungsprojekt im Bereich Mittlerer Awash, genannt Rift Valley Research Mission in Ethiopia, nachdem er zuvor im Rahmen der französisch-amerikanischen Omo Research Expedition zusammen mit Maurice Taieb große Gebiete der Afar-Senke kartiert hatte. Kalbs Team war das erste, das ab 1975 im Rahmen einer Kooperation ausländischer Paläoanthropologen und Geologen auch junge Forscher aus dem Fachbereich Biologie der Universität Addis Abeba einbezog – mit dem Erfolg, dass 1977 die erste Arbeitsgruppe für Wirbeltier-Paläontologie an einer äthiopischen Universität etabliert wurde. Die Rift Valley Research Mission in Ethiopia endete im August 1978 unfreiwillig, da Kalb und zahlreiche andere Ausländer infolge des Äthiopischen Bürgerkriegs von den Behörden ausgewiesen wurden.
Die Fundstätte Bodo wurde benannt nach einem nahen Trockenfluss und gehört neben der Fundstätte Maka zur Bodo-Maka-Fossilienlagerstätte, einem Teilgebiet der später so bezeichneten Middle Awash study area. Die Fundstätte auf der Ostseite des Flusses Awash war Kalb im Verlauf seiner geologischen Studien aufgefallen wegen der dort in extrem großer Fülle an der Oberfläche zutage tretenden Wirbeltier-Fossilien und Steinartefakte aus dem Acheuléen. Auch der von Alemayehu Asfaw entdeckte, rund 600.000 Jahre alte Bodo-Schädel war ein Oberflächenfund: Sein Oberkiefer war nach Regenfällen aus dem vulkanischen Material des Bodens heraus gewittert, zahlreiche zugehörige Bruchstücke wurden anschließend ausgegraben, so dass Gesicht und große Teile der Schädeldecke zueinander gefügt werden konnten.
Nachdem ab 1981 wieder Feldstudien in Äthiopien genehmigt wurden, widmete sich auch das von John Desmond Clark initiierte und geleitete Middle Awash Research Project der Fundstelle Bodo. Bereits 1981 wurde das Fossil BOD-VP-1/1 (ein linkes Scheitelbein) entdeckt und später das Fossil BOD-VP-1/2 (das untere Ende eines Oberarmknochens), beide ähnlich alt wie der Bodo-Schädel. Aus der gleichen Fundschicht stammen zudem zahlreiche große Faustkeile.

## Belege
1. ↑   Mirjana Roksandic, Predrag Radović, Xiu-Jie Wu und Christopher J. Bae: Resolving the „muddle in the middle“: The case for Homo bodoensis sp. nov. In: Evolutionary Anthropology. Band 30, Nr. 5, 2021, S. 1–10, doi:10.1002/EVAN.21929.
2. ↑  Maurice Taieb, Yves Coppens, Donald Johanson und Jon Kalb: Dépôts sédimentares et faunes du Plio-pléistocéne de la basse vallée de l’Awash (Afar central, Ethiopie). In: Comptes rendus des séances de l’Académie des sciences. Serie D, Band 275, 1972, S. 819–822
3. ↑  Jon Kalb: Adventures in the Bone Trade. The Race to Discover Human Ancestors in Ethiopia's Afar Depression. Copernicus Books, New York 2001, ISBN 0-387-98742-8, S. 167–168.
4. ↑  Eintrag  Bodo in Bernard Wood (Hrsg.): Wiley-Blackwell Encyclopedia of Human Evolution. 2 Bände. Wiley-Blackwell, Chichester u. a. 2011, ISBN 978-1-4051-5510-6.
5. ↑  Berhane Asfaw: A new hominid parietal from Bodo, middle Awash Valley, Ethiopia. In: American Journal of Physical Anthropolgy. Band 61, Nr. 3, 1983, S. 367–371, doi:10.1002/ajpa.1330610311.
6. ↑   José Miguel Carretero et al.: A partial distal humerus from the Middle Pleistocene deposits at Bodo, Middle Awash, Ethiopia. In: Anthropological Science. Band 117, Nr. 1, 2009, S. 19–31, doi:10.1537/ase.070413.

Koordinaten: 10° 37′ 5″ N, 40° 32′ 5″ O